# 武輝道場
格闘技塾 武輝道場（かくとうぎじゅく ぶこうどうじょう）は、日本の格闘技団体。実際の活動はプロレスが中心になっていた。

## 歴史
- 1992年、武道家として再生を図った北尾光司が道場として立ち上げた（北尾は武道家への転身を図った当初は空手の流派「空拳道」所属を名乗っていたことがある）。
- 1994年1月21日、格闘技塾 北尾道場（かくとうぎじゅく きたおどうじょう）として後楽園ホールで旗揚げ戦を開催。空手家を集めて士道館などのバックアップを得て試合開始の合図をゴングではなく和太鼓にするなど武道色が濃いものとなっていた。
- 同年、北尾が天龍源一郎と親しかったこともあってWARとの交流戦に活路を求めた。その後、回を重ねる次第に北尾も武道家として転身後のトレードマークとなった道衣を身に着けなくなっていった。
- 1995年、団体名を格闘技塾 武輝道場（かくとうぎじゅく ぶこうどうじょう）に改称。
- 1998年7月1日、北尾が引退して岡村隆志が後を引き継いだ。
- 1999年6月、闘龍門に吸収合併された。

## 所属選手
- 北尾光司
- 岡村隆志
- 望月成晃
- 河野圭一
- 多留嘉一（現：TARU）
- 川畑憲昭
- 小林明男
- 峰野俊和